# 許義道
許 義道（ホ・ウィド、朝鮮語: 허의도、1957年 - ）は、大韓民国のジャーナリスト、詩人。放送通信審議委員会事務総長。釜山出身。釜山高等学校、釜山大学校経済学科を経て、建国大学校大学院でコミュニケーション学（言論情報学）修士取得。大学在学中にヒョウォン文学賞の詩部門に当選して詩壇に登場し、1983年、韓国産業銀行に入社し、中央経済新聞、中央日報経済部・文化部などで記者を務めた。そのほか、1988年に世界の文学に登壇し、記者を務めながら韓国新聞倫理委員会委員と韓国記者協会ジャーナリズム編集委員を務めた。ほか、中ポスコ経営研究所専務経営諮問委員として在職中だった2014年11月、放送通信審議委員会事務総長に選任された。